# Andreas Rimkus (Politiker)

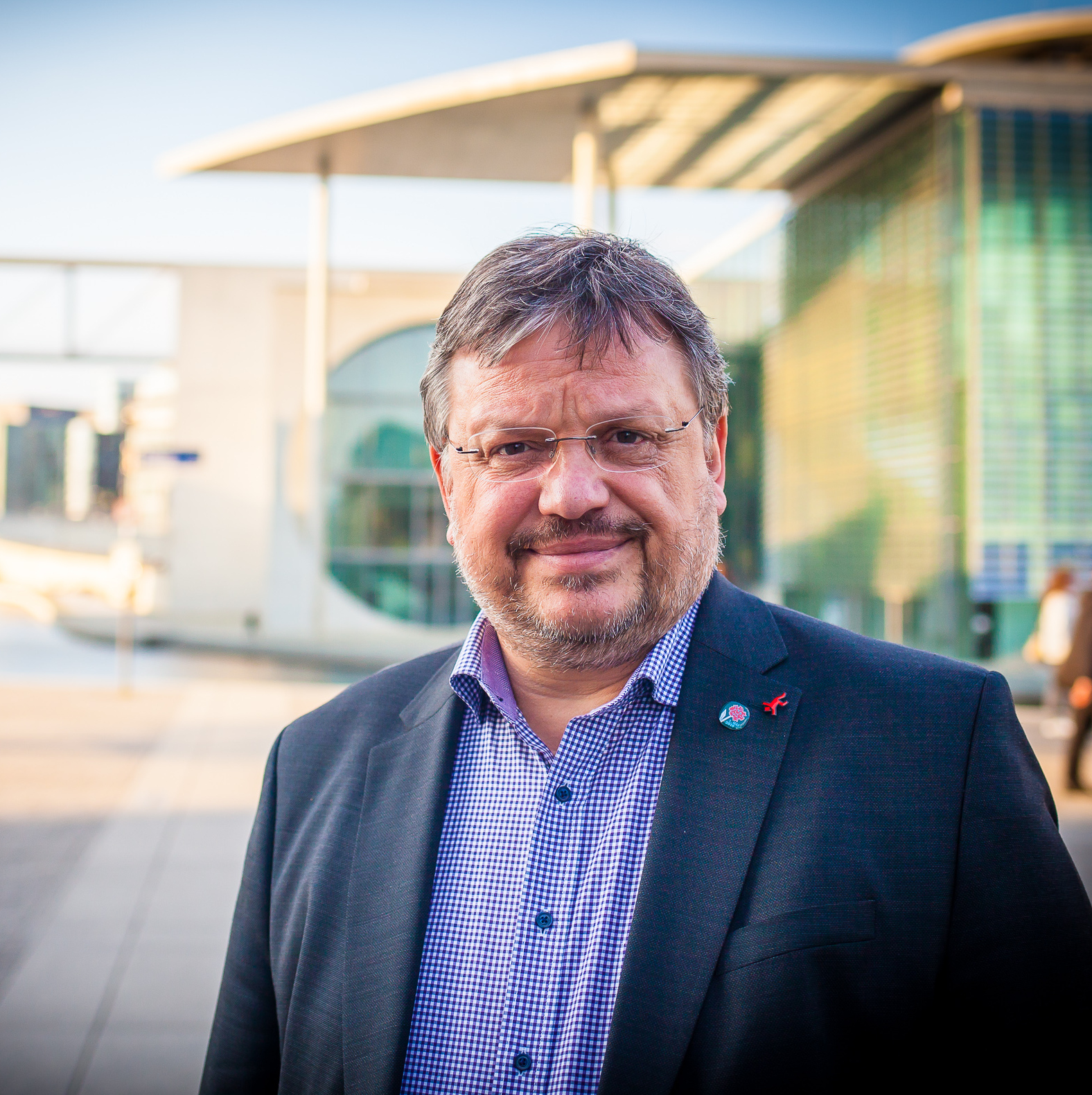
Andreas Rimkus, 2019

Andreas Rimkus (* 24. Dezember 1962 in Düsseldorf) ist ein deutscher Politiker (SPD) und Elektromeister. Von 2011 bis 2021 war er Vorsitzender des SPD-Unterbezirks Düsseldorf. Er war von 2009 bis 2013 Mitglied des Rats der Landeshauptstadt Düsseldorf. Von 2013 bis 2025 war er Mitglied des Deutschen Bundestages und war bis 2017 stellvertretender verkehrspolitischer Sprecher der SPD-Bundestagsfraktion.

## Leben und Beruf
Der Düsseldorfer Andreas Rimkus absolvierte eine Ausbildung zum Elektromeister. Er war Mitarbeiter der Stadtwerke Düsseldorf und dort in den Jahren 2002 bis 2013 Betriebsrat. Er ist verheiratet und hat zwei Kinder.

## Politik
Mitglied der SPD wurde Rimkus im Jahr 1998. Zwei Jahre später unterstützte er ein Bürgerbegehren gegen einen Verkauf städtischer Anteile der Stadtwerke Düsseldorf. 2007 wurde er stellvertretender Vorsitzender der SPD Düsseldorf, von 2011 bis 2021 war er ihr Vorsitzender. Seine Wahl galt als Befriedung streitender Lager innerhalb der Ortspartei. Während seiner Mitgliedschaft im Rat der Landeshauptstadt Düsseldorf war Rimkus u. a. wohnungspolitischer Sprecher der SPD-Ratsfraktion. Seit dieser Zeit engagiert sich Rimkus insbesondere für das Thema bezahlbares Wohnen. Andreas Rimkus ist auch Mitglied im Landesvorstand des Deutschen Mieterbundes NRW.

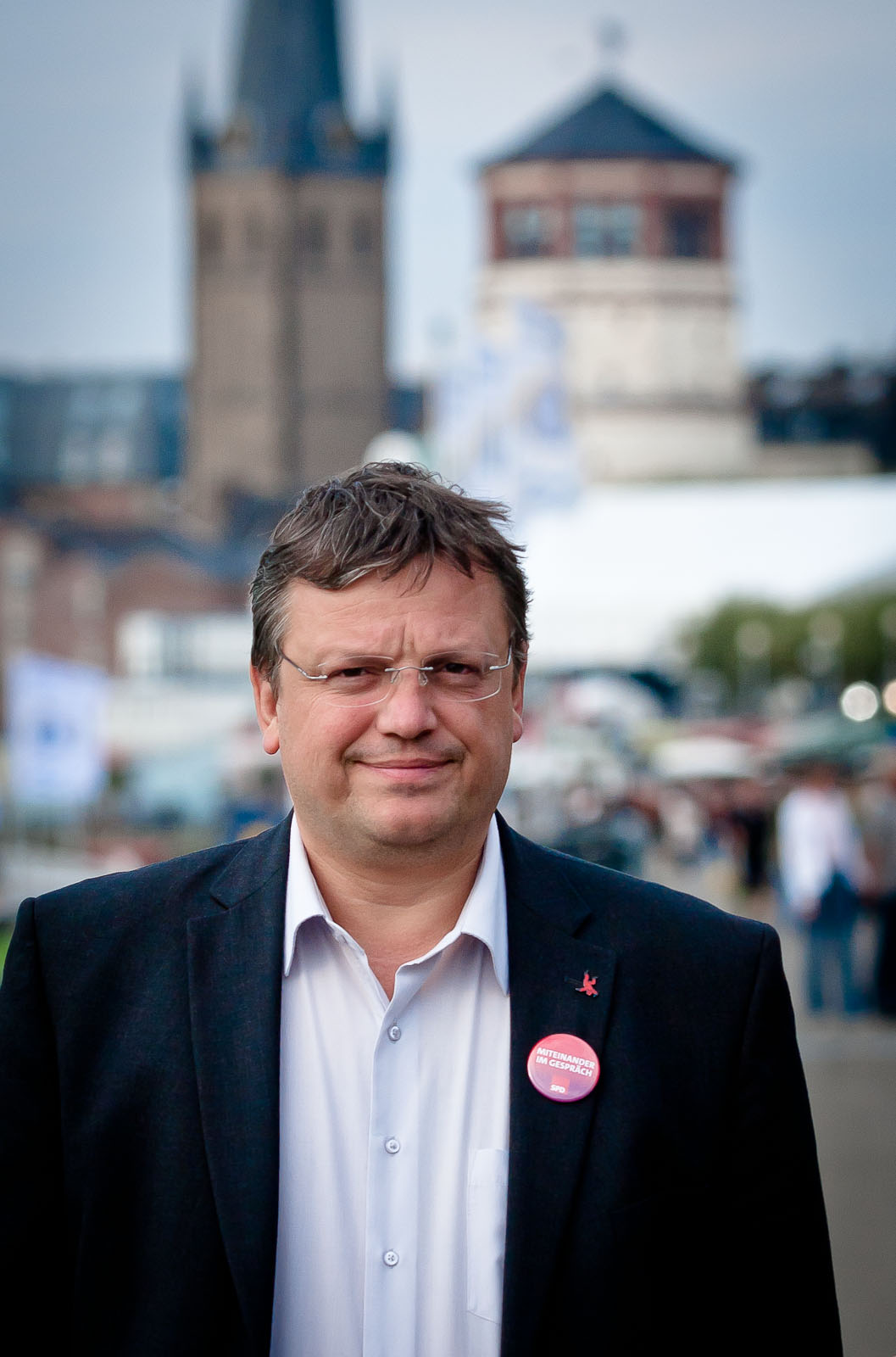
Andreas Rimkus, 2013

Rimkus wurde im Jahr 2013 erstmals als Direktkandidat für den Bundestagswahlkreis Düsseldorf II (107) nominiert, der jedoch mit 34,98 % zu 40,75 % an Sylvia Pantel ging. Über den recht sicheren Listenplatz 19 der NRW-Landesliste gelang ihm aber dennoch der Einzug. Er gehörte von 2013 bis 2021 dem Landesvorstand der NRW-SPD an sowie dem SPD-Parteikonvent und war an der Abstimmung über Sondierungsgesprächen zur Bildung einer Koalition mit CDU/CSU beteiligt. Bei den Wahlen zum 20. Deutschen Bundestag hat Andreas Rimkus mit 29,17 Prozent erstmals seit 2005 für die SPD das Direktmandat im Wahlkreis Düsseldorf II / Düsseldorf Süd erlangt.
Als persönliche Schwerpunkte seiner Arbeit nennt er: Verkehrs- und Mobilitätspolitik, Elektromobilität, Luft- und Raumfahrt, Wohnungspolitik, Kinder- und Jugendpolitik, Arbeits- und Sozialpolitik. Im 20. Deutschen Bundestag ist Rimkus ordentliches Mitglied im Ausschuss für Klimaschutz und Energie. Im Rahmen seiner Ausschussarbeit befasst sich Andreas Rimkus insbesondere mit Fragen einer sozial gerechten, wirtschaftlich erfolgreichen und nachhaltigen Energiewende. Einen Namen machte sich Rimkus als politischer Experte für Wasserstoff, dem er im Zusammenhang mit der Sektorkoppelung eine zentrale Bedeutung beimisst. Er ist Wasserstoffbeauftragter der SPD-Bundestagsfraktion. Zudem gehört er in der 20. Legislaturperiode als stellvertretendes Mitglied dem Ausschuss für Verkehr an.
Im Februar 2024 kündigte Rimkus an, bei der Bundestagswahl 2025 nicht erneut anzutreten.

## Auszeichnungen und Publikationen
Im Jahr 2017 wurde Andreas Rimkus von der Smart Transportation Alliance (STA) als „Person of the Year 2017“ ausgezeichnet. Mit dieser Auszeichnung würdigte die STA sein besonderes Engagement für eine intelligente Verkehrswende in Deutschland und die Förderung des Gedankens der Smart City.
Im April 2023 wurde Andreas Rimkus zusammen mit Nachhaltigkeitsexpertin Katrin Lässig mit dem Preis des Wirtschaftsforums der SPD „WiForward 2023“ ausgezeichnet. Rimkus ist für sein leidenschaftliches Engagement für die Transformation in eine nachhaltige und CO2-neutrale Zukunft ausgezeichnet worden.
Im Januar 2025 wurde Andreas Rimkus der Nikolaus Groß Preis für Zivilcourage und soziales Engagement der Katholischen Arbeiterbewegung Düsseldorf (KAB) verliehen.

## Mitgliedschaften
Andreas Rimkus ist Mitglied der überparteilichen Europa-Union Deutschland, die sich für ein föderales Europa und den europäischen Einigungsprozess einsetzt.